# G4S
G4S je britská nadnárodní soukromá bezpečnostní společnost se sídlem v Londýně v Anglii. Společnost byla založena v červenci 2004, kdy se Securicor se sídlem v Londýně sloučil s dánskou firmou Group 4 Falck. Společnost nabízí řadu služeb, včetně poskytnutí bezpečnostního personálu, monitorovacích zařízení, zásahových jednotek a zabezpečené přepravy vězňů. G4S také spolupracuje se zahraničními vládami na poskytování bezpečnostních služeb.
G4S je největší světová bezpečnostní společnost co se týče tržeb. Působí ve více než 85 zemích. S více než 533 000 zaměstnanci byla v roce 2012 největším evropským a africkým soukromým zaměstnavatelem. 
Společnost byla kritizována a zapojena do četných kontroverzí, včetně krádeže půl miliardy korun na vlastní pobočce v Praze na Žižkově. Společnost G4S, dříve kótovaná na burze cenných papírů v Kodani a Londýně, byla koupena společností Allied Universal v dubnu 2021.